# Miguel Torruco Marqués
Miguel Torruco Marqués, né le 19 septembre 1951 à Mexico, est un homme politique mexicain.
De 2018 à 2024, il est secrétaire au Tourisme au sein du gouvernement  López Obrador.
Il a précédemment été secrétaire au Tourisme de la Ville de Mexico de 2012 à 2017.

## Biographie
Miguel Torruco Marqués naît le 19 septembre 1951 à Mexico. Il est fils de l'actrice María Elena Marqués et de l'acteur Miguel Torruco Castillans. Il est le neveu de l'écrivaine Rosario Castellanos et de l'ancien gouverneur du Chiapas, Absalón Castellanos Domínguez (es). Marié, il est père de trois enfants. Une de ses filles est mariée à l'un des fils de l'homme d'affaires milliardaire Carlos Slim.
Diplômé en administration hôtelière de l'École mexicaine de tourisme, il passe aussi, à la fin des années 1970, un diplôme en commercialisation touristique au Centre inter-américain de formation touristique (Cicatur) de l'Organisation des États américains (OEA). Il a aussi suivi des études en direction des entreprises publiques à l'Institut national d'administration publique (es) (INAP).
Il a travaillé comme professeur et a été directeur adjoint de l'École mexicaine de tourisme. En 2000, il devient président de l'Association des Hôtels et Motels du Mexique. Plus tardivement, il devient président de la Confédération nationale touristique (CNT), organisme fédérateur du secteur touristique mexicain, qui regroupe 160 associations, syndicats, chambres, unions et organisations d'entreprises. Il occupe ce poste jusqu'en 2012.

## Engagement politique
En 2012, il participe à la campagne d'Andrés Manuel López Obrador, candidat du Parti de la révolution démocratique (PRD) pour l'élection présidentielle.
Après la défaite de celui-ci, il rejoint le gouvernement de la Ville de Mexico, dirigé par Miguel Ángel Mancera (PRD), en qualité de secrétaire au Tourisme. En février 2017, il quitte ce poste afin de conseiller Andrés Manuel López Obrador, alors président du Mouvement de régénération nationale, en vue de sa campagne présidentielle.
Après la victoire de celui-ci aux élections fédérales de juillet 2018, il est nommé secrétaire au Tourisme dans son gouvernement.